# Monaco la Concursul Muzical Eurovision
Monaco a debutat la Concursul Muzical Eurovision în anul 1959. Țara a câștigat concursul în anul 1971, când Séverine a interpretat melodia "Un banc, un arbre, une rue". În anul 1972, Monaco trebuia să găzduiască concursul, dar nu a făcut-o, acesta fiind găzduit de Regatul Unit, rămânând singura țară care a câștigat și nu a găzduit concursul. Monaco s-a retras după concursul din 1979, dar a revenit în 2004, participând în 2004, 2005 și 2006. Monaco nu a reușit să se califice în finală în cele trei ediții, așa că a renunțat din nou. 

## Participări

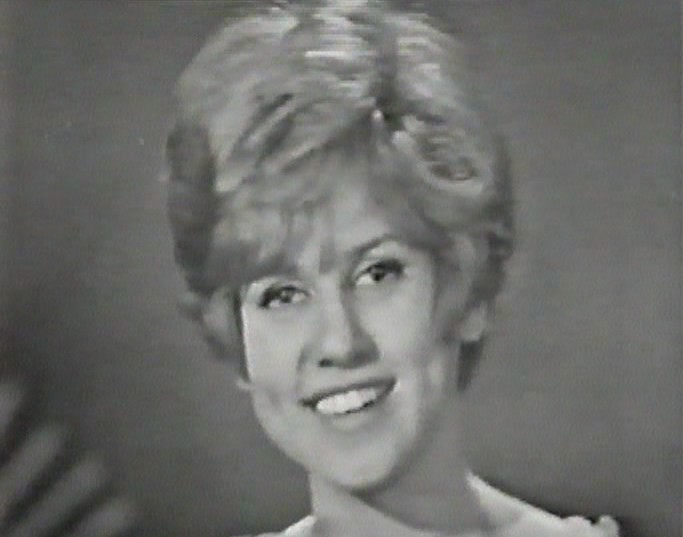
Marjorie Noël la Napoli (1965)

| An   | Gazda      | Artist                           | Titlu                                  | Finala | Puncte | Semi | Puncte |
| ---- | ---------- | -------------------------------- | -------------------------------------- | ------ | ------ | ---- | ------ |
| 1959 | Cannes     | Jacques Pills                    | "Mon ami Pierrot"                      | 11     | 1      |      |        |
| 1960 | Londra     | François Deguelt                 | "Ce soir-là"                           | 3      | 15     |      |        |
| 1961 | Cannes     | Colette Deréal                   | "Allons, allons les enfants"           | 10     | 6      |      |        |
| 1962 | Luxembourg | François Deguelt                 | "Dis rien"                             | 2      | 13     |      |        |
| 1963 | Londra     | Françoise Hardy                  | "L'amour s'en va"                      | 5      | 25     |      |        |
| 1964 | Copenhaga  | Romuald                          | "Où sont-elles passées"                | 3      | 15     |      |        |
| 1965 | Napoli     | Marjorie Noël                    | "Va dire à l'amour"                    | 9      | 7      |      |        |
| 1966 | Luxembourg | Téréza                           | "Bien plus fort"                       | 17     | 0      |      |        |
| 1967 | Viena      | Minouche Barelli                 | "Boum-Badaboum"                        | 5      | 10     |      |        |
| 1968 | Londra     | Line & Willy                     | "À chacun sa chanson"                  | 7      | 8      |      |        |
| 1969 | Madrid     | Jean Jacques                     | "Maman, Maman"                         | 6      | 11     |      |        |
| 1970 | Amsterdam  | Dominique Dussault               | "Marlène"                              | 8      | 5      |      |        |
| 1971 | Dublin     | Séverine                         | "Un banc, un arbre, une rue"           | 1      | 128    |      |        |
| 1972 | Edinburg   | Peter McLane & Anne-Marie Godart | "Comme on s'aime"                      | 16     | 65     |      |        |
| 1973 | Luxembourg | Marie                            | "Un train qui part"                    | 8      | 85     |      |        |
| 1974 | Brighton   | Romuald                          | "Celui qui reste et celui qui s'en va" | 4      | 14     |      |        |
| 1975 | Stockholm  | Sophie                           | "Une chanson c'est une lettre"         | 13     | 22     |      |        |
| 1976 | Haga       | Mary Christy                     | "Toi, la musique et moi"               | 3      | 93     |      |        |
| 1977 | Londra     | Michèle Torr                     | "Une petite française"                 | 4      | 96     |      |        |
| 1978 | Paris      | Caline & Olivier Toussaint       | "Les jardins de Monaco"                | 4      | 107    |      |        |
| 1979 | Ierusalim  | Laurent Vaguener                 | "Notre vie c'est la musique"           | 16     | 12     |      |        |
| 2004 | Istanbul   | Maryon                           | "Notre planète"                        | X      | X      | 19   | 10     |
| 2005 | Kiev       | Lise Darly                       | "Tout de moi"                          | X      | X      | 24   | 22     |
| 2006 | Atena      | Séverine Ferrer                  | "La Coco-Dance"                        | X      | X      | 21   | 14     |